# L'Échauguette
Pour l’article homonyme, voir Échauguette.
L'Échauguette est une revue d'art et d'histoire mensuelle fondée en 1953 par Jean-Marc Langlois-Berthelot puis dirigée par celui-ci de 1953 à 1956. Jean-Marc Montguerre, écrivain, grand prix de  l'Académie française et diplomate de l'OTASE (passionné de biologie et de chimie, il avait publié un ouvrage en biochimie puis avait travaillé comme préparateur dans le laboratoire de l'École normale supérieure de la rue d'Ulm) est particulièrement connu pour ses romans sur Saint François-Xavier,. La revue L'Échauguette a pris fin en 1956 car Montguerre ne pouvait plus s'en occuper avec sa carrière  d'écrivain.
Le président du comité de rédaction de L'Échauguette était Paul Claudel et les membres honoraires de cette revue étaient André Maurois, Henri Mondor,  Paul Morand, Gérard Bauer, André Siegfried, Jean-Jacques Bernard, Paul Géraldy et Jean Sarment. Cette revue publia des textes inédits d'écrivains comme Mondor, Mousset (prix Renaudot et prix de l'Académie française), Claudel, etc. notamment le poème Si ce sourire... de Claudel.
Un certain nombre des écrivains, artistes, scientifiques et intellectuels qui publiaient dans l'Echauguette se retrouvaient régulièrement à la librairie Les Journées fondée puis dirigée par Jean-Marc Montguerre. 